# Todorova Island
Todorova Island (englisch; bulgarisch остров Тодорова ostrow Todorowa) ist eine dreieckige, vereist, in südwest-nordöstlicher Ausrichtung 1 km lange, 450 m breite und 26,2 Hektar große Insel im Archipel der Biscoe-Inseln westlich der Antarktischen Halbinsel. Sie liegt 4,2 km südwestlich des Yaglou Point und 3 km nordöstlich von Decazes Island vor der Südwestküste von Belding Island, von der sie durch eine zwischen 1,2 km und 80 m breite Meerenge getrennt ist.
Die bulgarische Kommission für Antarktische Geographische Namen benannte sie 2020 nach der bulgarischen Politikerin Katja Todorowa, stellvertretende Außenministerin Bulgariens, Mitglied der Namensgebungskommission von 2001 bis 2005 und Teilnehmerin an einer von 2002 bis 2003 durchgeführten bulgarischen Antarktisexpedition.